# 喬爾瓦什
喬爾瓦什是匈牙利的城鎮，位於該國東南部，距離首府貝凱什喬包22公里，由貝凱什州負責管轄，面積90.18平方公里，2011年人口5,085，其中約三成居民信奉天主教。
46°38′N 20°50′E / 46.633°N 20.833°E